# درو هندري
درو هندري (بالإنجليزية: Drew Hendry)‏ هو سياسي بريطاني، ولد في 21 مايو 1964 في إدنبرة في المملكة المتحدة. حزبياً، نشط في الحزب القومي الاسكتلندي. في الانتخابات العامة في المملكة المتحدة 2015، انتخب عضو برلمان المملكة المتحدة الـ56 عن دائرة إنفيرنيس، نيرن، باديرنوتش وستراذسبي وقد انضم خلال فترته النيابية ‏ (8 مايو 2015 – 3 مايو 2017)  للكتلة البرلمانية الحزب القومي الاسكتلندي وفي الانتخابات التشريعية البريطانية 2017، انتخب عضو برلمان المملكة المتحدة الـ57 عن دائرة إنفيرنيس، نيرن، باديرنوتش وستراذسبي وقد انضم خلال فترته النيابية ‏ (8 يونيو 2017 – )  للكتلة البرلمانية الحزب القومي الاسكتلندي.